# Креспи д'Ада
Креспи д'Ада (итал. Crespi d'Adda) историјско је насеље у граду Капријате Сан Ђервазио, Ломбардија, северна Италија. Представља изванредан пример ”фабричког насеља“ из 19. века које су индустријалци подизали у Европи и Северној Америци у жељи да изађу у сусрет радничким потребама. Због нетакнуте и изузетне архитектуре, која је делом још у употреби, локалитет је 1995. уврштен на УНЕСКО-в списак Светске баштине у Европи.

## Историја и одлике
1869. године, произвођач текстила, Кристофоро Бениго Креспи је купио један километар долине између река Брембо и Ада, јужно од Капријате Сан Ђервазио, зелећи да оснује воденицу за предење памука на реци Ада. Креспи је увео најмодернију технологију тог времена у пределу памука, а насеље које је подигао за раднике, имало је многе јавне зграде којима су побољшани услови живота радника, као што су: болница, школа, позориште, црква и гробље. Стамбене зграде су, по узору на оне у енглеским радничким насељима, поређане у паралелним низовима, источно од фабрике. Авенија с дрворедом дели индустријску зону од стамбене у облику шаховнице. Инжењер Анђело Кола је био задужен за урбанистички план насеља, а за архитектуру његових зграда архитекта Ернесто Пировано који је ту радио наредних 50 година.
1906. године је, само неколико километара северно од насеља, у Трецо сул'Ади, изграђена хидроелектрана која је имала прву јавну расвету у Италији.
1889. године директор фабрике постао је Кристофоров син Силвио Креспи, који је једно време провео у Олдаму у Енглеској одакле је донео промену у организацији насеља. Напустио је дуге низове стамбених зграда и 1892. је започео изградњу мање зграде за једну породицу која је имала лични врт. На тај начин је породица Креспи успела да створи радничко окружење са око 3.200 радника у коме није, за целих 50 година рада, организован ниједан штрајк.
Након велике економске кризе 1929. године и фашистичке фискалне политике, породица Креспи је била приморана да прода насеље италијанском текстилном предузећу ”STI“ које га је препустили компанији ”Rossart e Varzi“ 1970. године, те компанији ”Legler“ која је продала већину кућа. На крају је индустријска група ”Polli“ обновила фабрику која данас запошљава 600 радника, углавном потомака изворних радника.

## Галерија
- Панорама насеља
- Фабрика Креспи д'Ада
- Зграде и дворана из 1924. године
- Локална црква
- Радничка кућа са вртом
- Раднички дом